# Герхард III фон Диц
Герхард III (II) фон Диц (на немски: Gerhard III (II/V) von Diez; † сл. 1306) е граф на Графство Диц.

## Произход
Той е син на граф Герхард II фон Диц († 30 юли 1266) и съпругата му Агнес фон Сарверден († сл. 1277), дъщеря на граф Лудвиг III фон Сарверден († сл. 1246). Брат е на Лудвиг († сл. 1300), домхер в Майнц, на Мехтилд/Матилда († 3 декември 1288), омъжена за Вернер I фон Фалкенщайн († 1298/1300), и на Аделхайд († сл. 1293), омъжена за граф Хайнрих фон Изенбург-Лимбург († 1280).

## Фамилия
Герхард III фон Диц се жени за Елизабет фон Сайн (* 1275; † ок. 1308), дъщеря на граф Готфрид I фон Спонхайм-Сайн († 1283) и Юта фон Изенбург († сл. 1314), дъщеря на Хайнрих II фон Изенбург († сл. 1278) и графиня Мехтилд фон Хохщаден († сл. 1264). Те имат децата:
- Герхард IV (III/V) фон Диц (* ок. 1276; † сл. 1301/1307)
- Готфрид III фон Диц (* ок. 1280/1303; † сл. 1348), граф на Диц, принц на Фалендар, женен пр. 11 юни 1311 г. за Агнес фон Изенбург (* 1274)
- Юта († сл. 1343), метреса на Бирщайн
- Елизабет († сл. 1313)